# Parque Quinta Normal
El Parque Quinta Normal está ubicado en la ciudad de Santiago en Chile. Ocupa aproximadamente 35 hectáreas con cierre perimetral, siendo el más extenso del sector norponiente de la capital. Fundado en 1841, el parque fue inspirando en el Bois de Boulogne de París- Fue el primero de la ciudad  y es considerado el mejor y más bello parque urbano del país. Es conocido popularmente como «la Quinta».
El parque fue inaugurado como Quinta Normal de Agricultura, por tres términos: «Quinta» porque se asemeja en tamaño y composición a los fundos que durante la colonización española pagaban un quinto de sus ingresos como tributo. «Normal» hace alusión a la Escuela Normal Superior de París en Francia, ya que comenzó como un centro de enseñanza y estudio, en materia agrícola, por lo que fue agregado «de Agricultura».
Pese a que su territorio debería pertenecer a la comuna de Quinta Normal, el Parque es administrado por la Municipalidad de Santiago desde el año 1969. No obstante, durante ciertos periodos y producto de la periódica fijación de nuevos límites comunales, el Parque ha quedado como parte de la comuna de Santiago por motivos presupuestarios.
Está emplazado entre las calles Santo Domingo al norte, Matucana al este, Portales al sur y Las Encinas al oeste. La estación Quinta Normal de la Línea 5 del Metro de Santiago está en su entrada principal.

## Historia

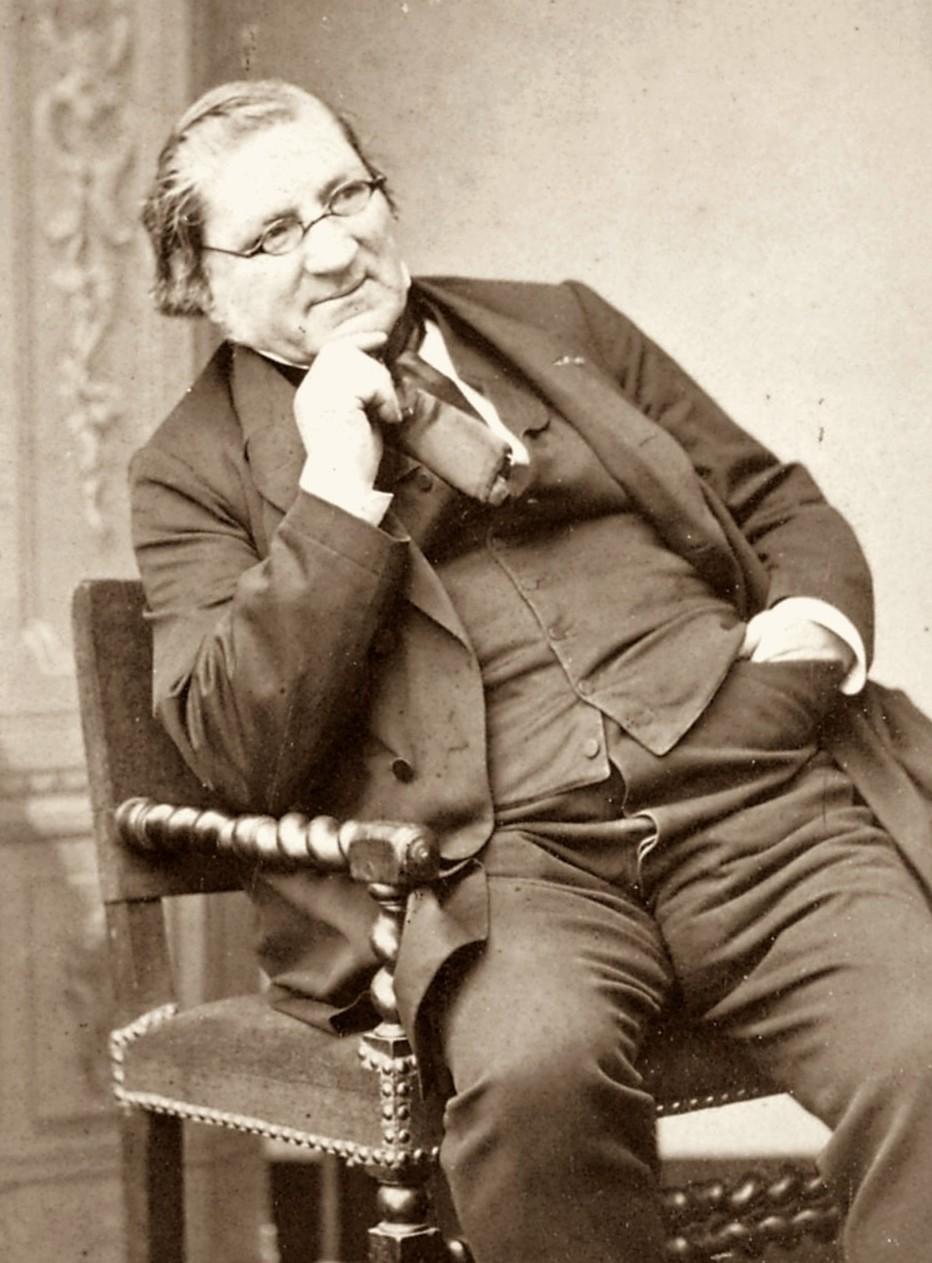
Claudio Gay.

Tras el fallecimiento de José Portales en 1835, dueño del terreno ubicado al oeste de la Acequia de Negrete (actual Avenida Brasil), este fue entregado a sus dieciséis hijos. En 1839, tras la victoria del Ejército Unido Restaurador en la Guerra contra la Confederación Perú-Boliviana, el Estado lo compró para expandir Santiago. Por recomendación del naturalista francés Claudio Gay, el predio La Merced, correspondiente a la sección occidental del Llanito de Portales, el Estado lo destinó para dotarse de un centro de educación y experimentación agrícola «debido a la fertilidad de sus tierras y su gran variedad de clima [...], todas aquellas plantas que hacen ricos a los países agrícolas, de los cuales Chile puede llegar a ser uno de ellos», y contar con un parque público para la zona poniente de la ciudad: el Barrio Yungay. Gay diseña el recinto con estilo francés, ordenando plantar especies del país y foráneas, y lo bautiza como Quinta Normal de Agricultura. En 1841 es inaugurada por el presidente de Chile Manuel Bulnes y queda a cargo de la Sociedad Nacional de Agricultura (SNA).

Uno de los primeros deberes que me he propuesto, ha sido la formación de un jardín modelo, en que se pudiesen cultivar y aclimatar la mayor parte de aquellas plantas útiles con que se enriquecen diariamente los países agrícolas, para propagarlas después en toda la extensión de esta República [...] La hermosa chacra que acaba de comprar y que ha destinado inmediatamente para la formación de este jardín, llenará sin duda los deseos y las miras de la Sociedad, y hará desaparecer en Santiago un vacío que los progresos de su civilización harían más sensible cada día [...] he creído un deber unir lo útil a lo agradable, y sin alejarme de su objeto, hacer de él un jardín público, un paseo de gusto [...] para despertar de este modo en los hacendados aquel gusto por el adorno y por la grandeza campestre que contribuye tanto a la felicidad de la vida del campo. Este modo de hablarles así a la vista y al corazón, es el único que podría hacerles olvidar que las grandes haciendas no son puras máquinas de productos, sino también manantiales de placeres y felicidad, y capaces además de moralizar a los campesinos acostumbrándolos a la comodidad de la vida, y a aquel bienestar que ignora."
Claudio Gay, discurso inaugural.

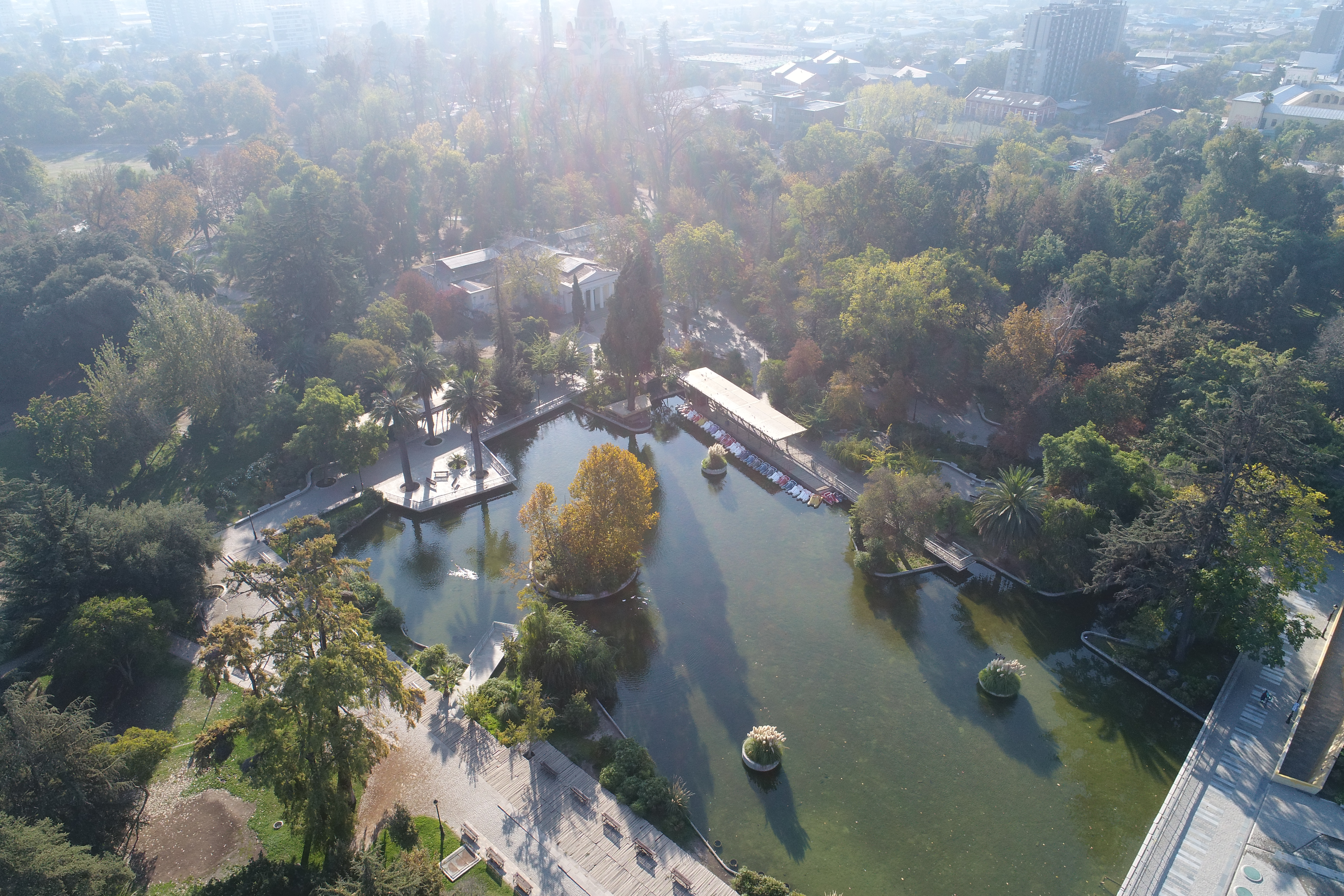
Vista aérea de la laguna del Parque Quinta Normal.

Al principio posee cerca de 135 hectáreas y se extiende entre las avenidas actuales San Pablo, Matucana, Ecuador y General Velásquez. En 1842 comienza la producción de los Licores Quinta Normal. En 1853 se construye el Jardín Botánico bajo la dirección de Rodolfo Philippi. En 1875 es realizada la Exposición Internacional de Santiago, en la que participan veinte países y se exhiben sus últimos adelantos científicos y tecnológicos. En 1876 es instalado el Museo Nacional de Historia Natural —fundado por Gay en 1830— en el Palacio de la Exposición, diseñado por el arquitecto francés Paul Lathoud con estilo neoclásico e inaugurado un año antes como edificio principal de la exposición. En 1882 es inaugurado aquí el Zoológico Nacional de Chile, siendo trasladado al Parque Metropolitano de Santiago en 1925. En 1885 se inaugura el Partenón, para exposiciones de la Unión Artística. En 1886 la Escuela de Artes y Oficios comienza a ocupar el sector sur de la Quinta.

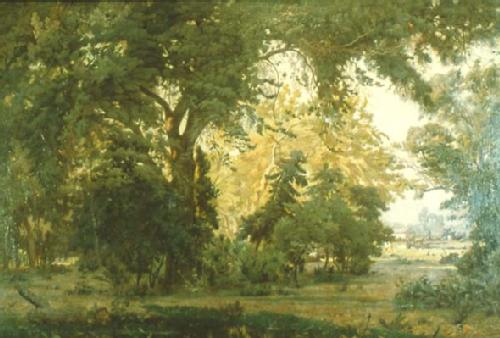
En la Quinta Normal, óleo de Pedro Lira (1908).

En 1918 es inaugurado el Palacio Versailles, diseñado por Alberto Cruz Montt para ser sede de la SNA. En los años 1920 es inaugurado el Pabellón de Enología, diseñado por Luciano Kulczewski. Hasta los años 1930 fue frecuentado por la clase alta del vecino Barrio Yungay, pero sus residentes se trasladan hacia el sector nororiente de la ciudad. En los años 1960 es expropiada su parte suroeste para la construcción de la Unidad Vecinal Portales. En 1970 el Servicio Agrícola y Ganadero le entrega la administración del parque a la Municipalidad de Santiago, ya que comienza a considerarse más de tipo urbano y de esparcimiento cultural y recreativo, con lo que su valor comienza a radicar en sus características paisajísticas y de área verde, más que en su valor científico.
En 1972 el parque albergó dos exposiciones: Chilexpo (Exposición Nacional de Chile) y Viexpo (Exposición Internacional de la Vivienda); para recibir ambos eventos se construyeron pabellones —diseñados por el arquitecto Claudio López de la Maza— que comprendían 5 edificios de estructuras modulares metálicas, dispuestos en torno a la laguna del parque, con una superficie total de 15 mil m². En 1973, luego del golpe de Estado, es ocupado por efectivos del Regimiento n.º 3 Yungay de San Felipe para controlar militarmente las comunas de Quinta Normal y Barrancas (hoy Cerro Navia, Lo Prado y Pudahuel).
En 2004 es inaugurada la estación Quinta Normal del Metro de Santiago en su entrada principal y aumenta el número de visitantes. En 2009 el Consejo de Monumentos Nacionales lo declara como Zona Típica, modificando su clasificación de Santuario de la Naturaleza de 1976. En 2010 la comunidad peruana residente en Chile comienza a celebrar sus fiestas patrias en el parque. En 2012 se entregan las obras de remodelación del sector oriente del parque, dirigidas por Teodoro Fernández, donde se remoza la laguna, se instalan juegos de agua y se reestructura el paisajismo, mobiliario urbano, iluminación, servicios higiénicos y pavimento con adoquines. Esta obra del Legado Bicentenario, fue la principal intervención en los últimos 80 años. En 2013 es inaugurado el monumento Mesa Cívica del arquitecto Alejandro Aravena, en conmemoración a las víctimas de la dictadura militar en Chile, a 40 años del golpe de Estado de 1973, y fue ubicado por la revista de viajes Travel + Leisure como el parque urbano más bello del país y 18.º del mundo.

## Instituciones

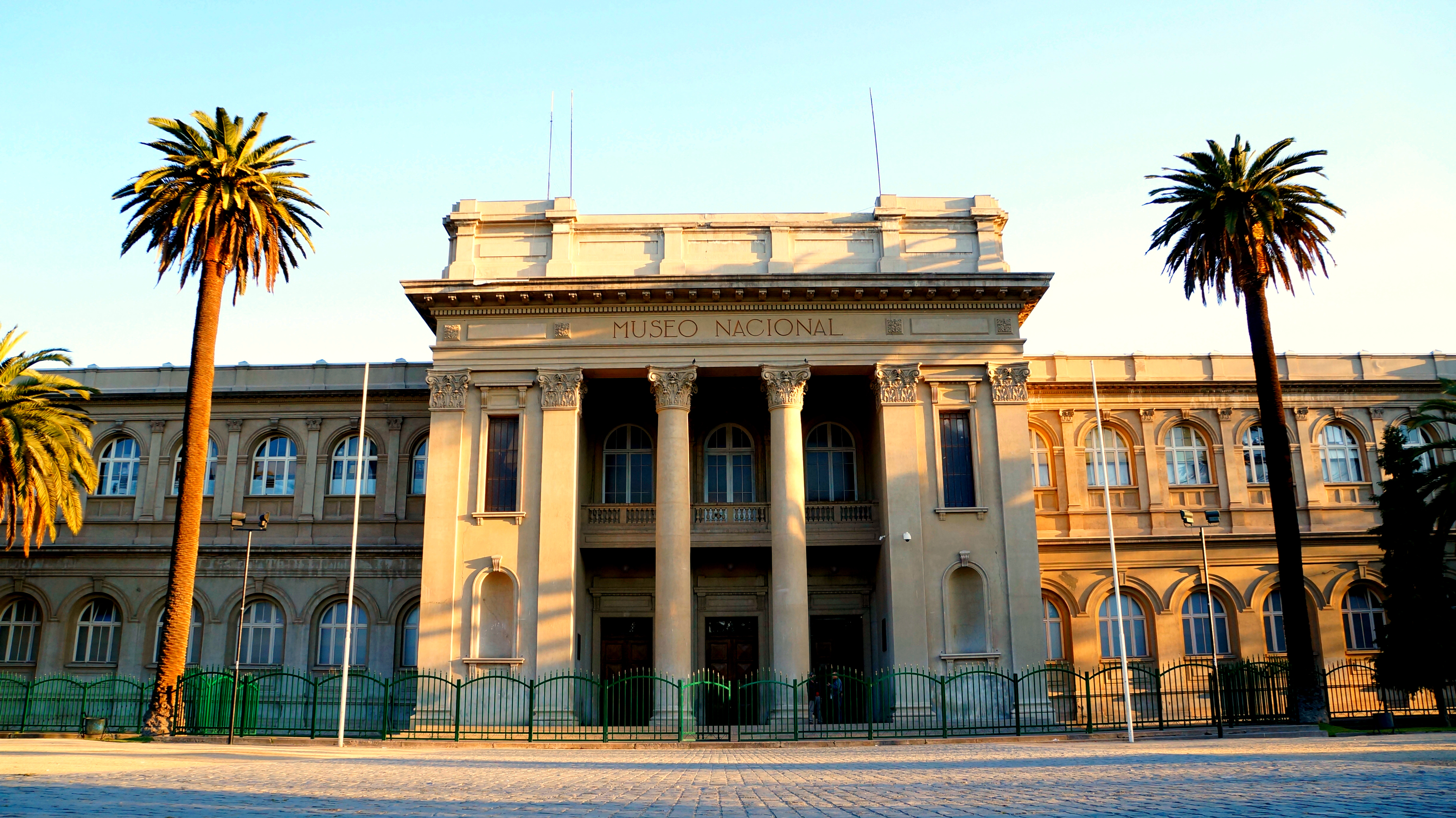
Museo Nacional de Historia Natural.

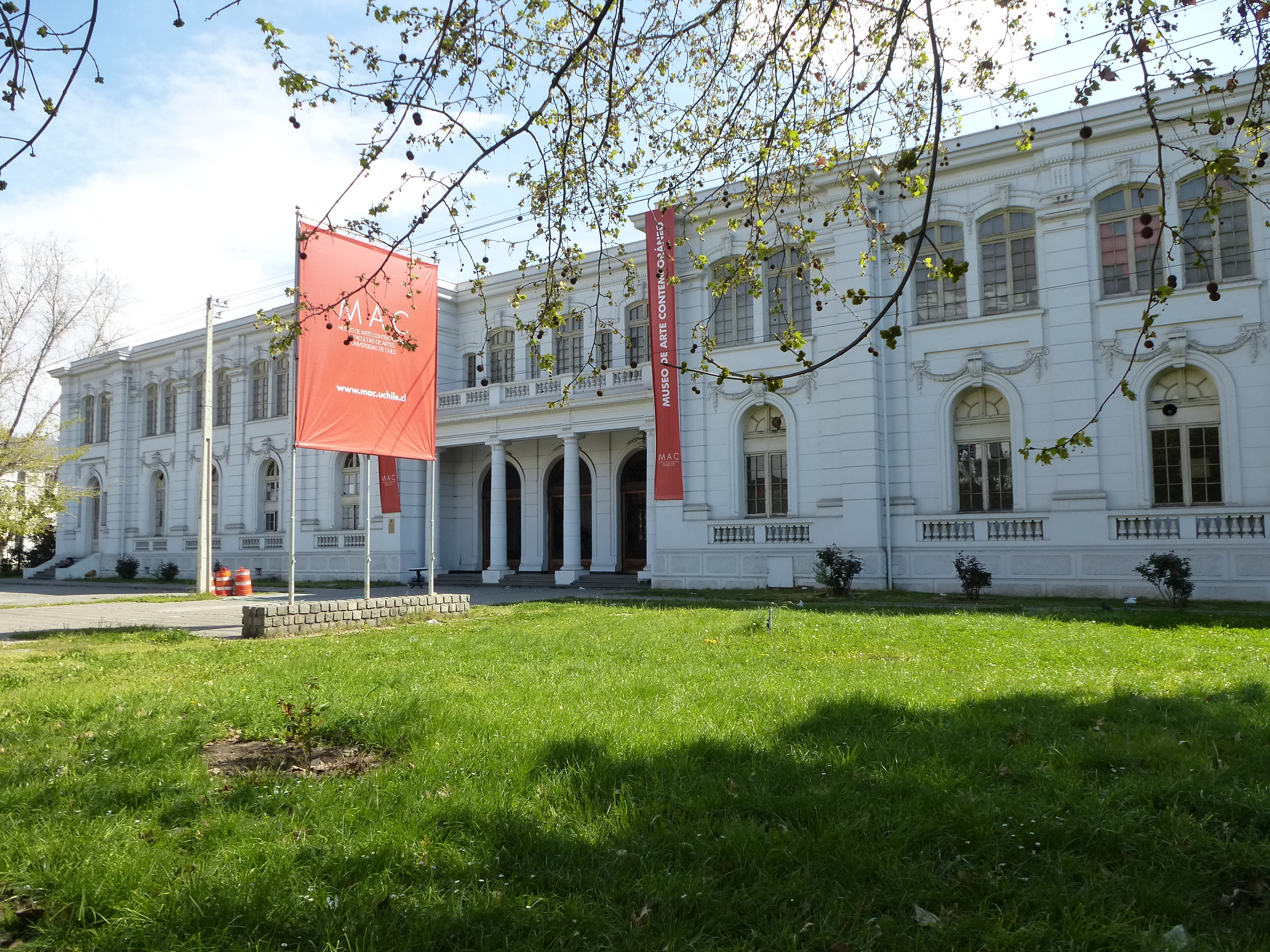
MAC Quinta Normal.

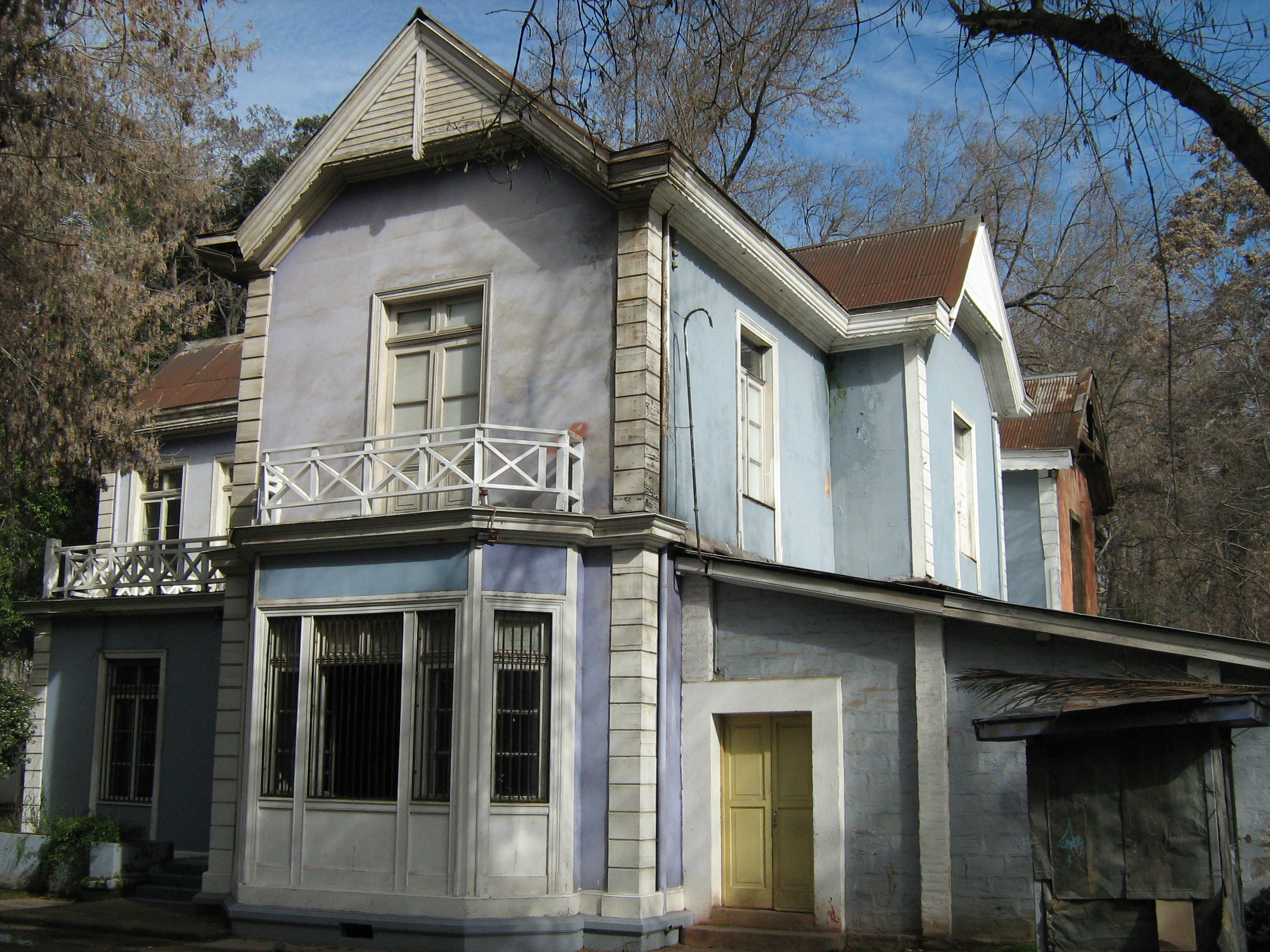
Museo Infantil.

### Culturales
El parque está en el Circuito Cultura Santiago Poniente.
- Corporación Cultural Balmaceda Arte Joven - Centro de Extensión Quinta Normal
- Invernadero de la Quinta Normal
- Museo de Arte Contemporáneo - Sede Quinta Normal
- Museo de Ciencia y Tecnología
- Museo Ferroviario de Santiago
- Museo Infantil
- Museo Nacional de Historia Natural
- Metro Estación Quinta Normal (Corporación Cultural MetroArte)
  - Bibliometro Estación Quinta Normal

### Deportivas
- Complejo Tenístico Quinta Normal de la Universidad de Chile
- Estadio Quinta Normal de la Facultad de Derecho de la Universidad de Chile
- Mundial Lawn Tennis Club

### Educativas
- Universidad de Chile - Facultad de Medicina (Campus occidente)
- Jardín Infantil Ignacio Carrera Pinto

### Recreativas
- Centro del Adulto Mayor de Santiago
- Club Chileno de Ferromodelismo

## Patrimonio

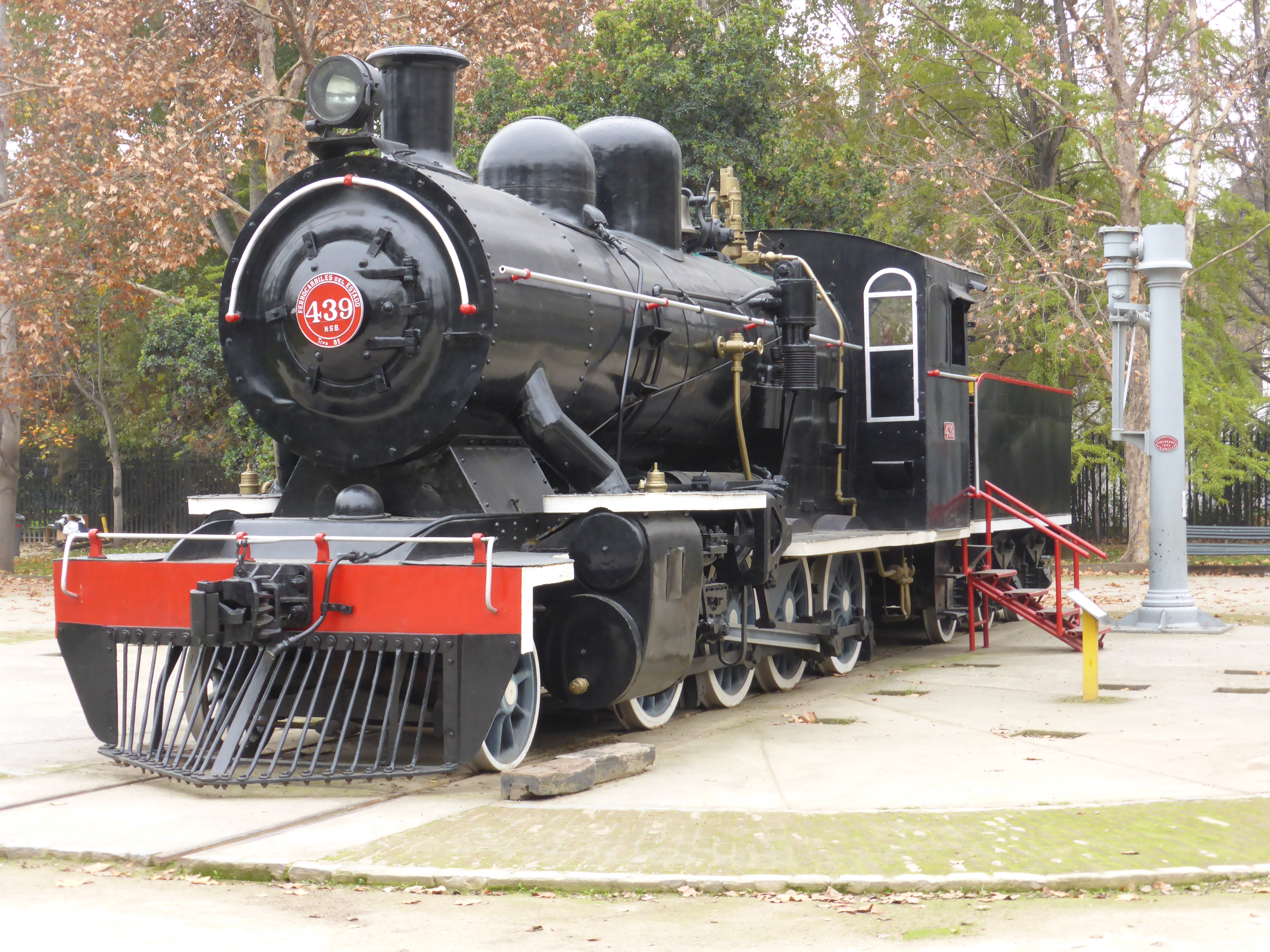
Museo Ferroviario de Santiago.

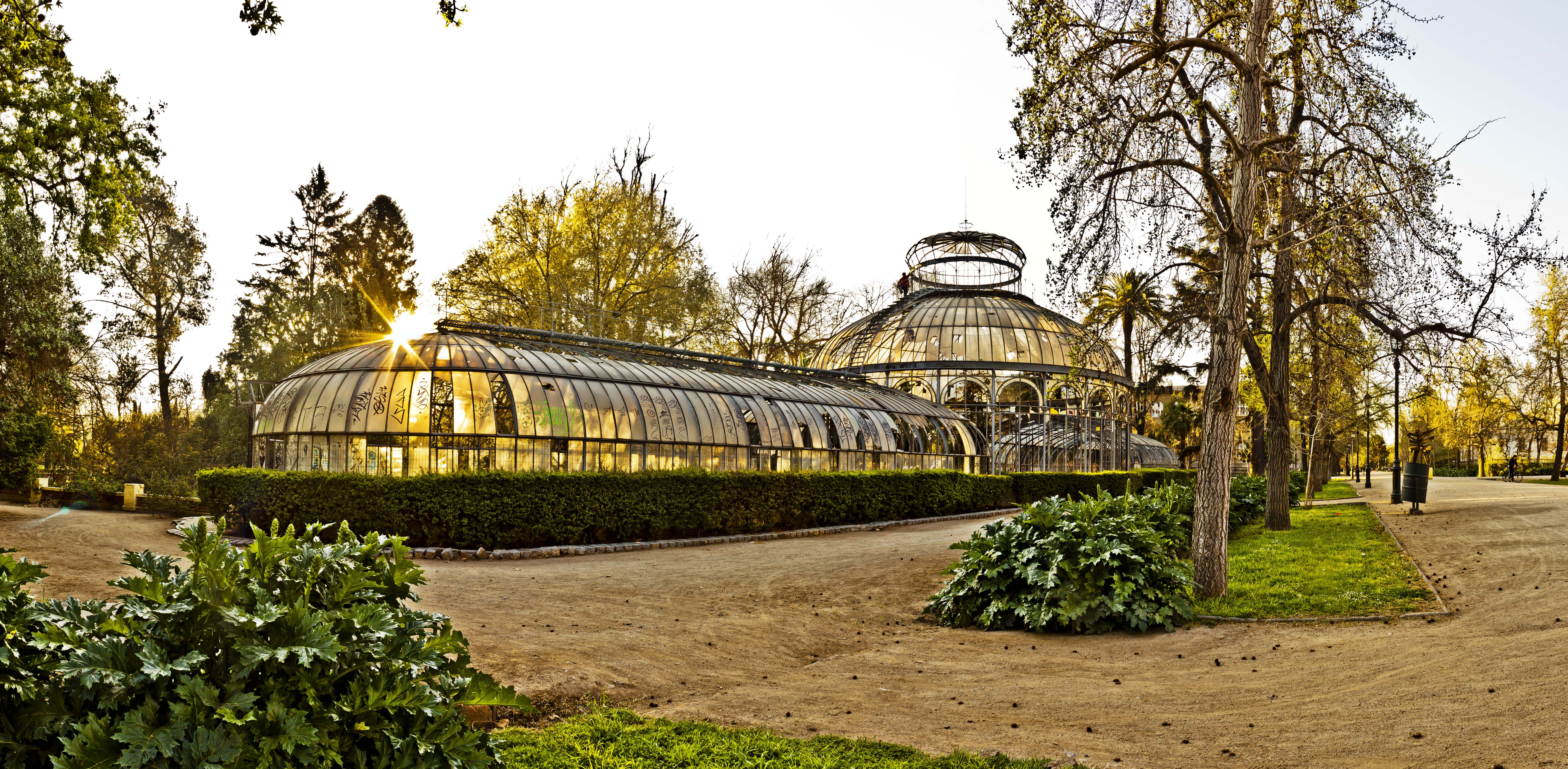
Invernadero de la Quinta Normal.

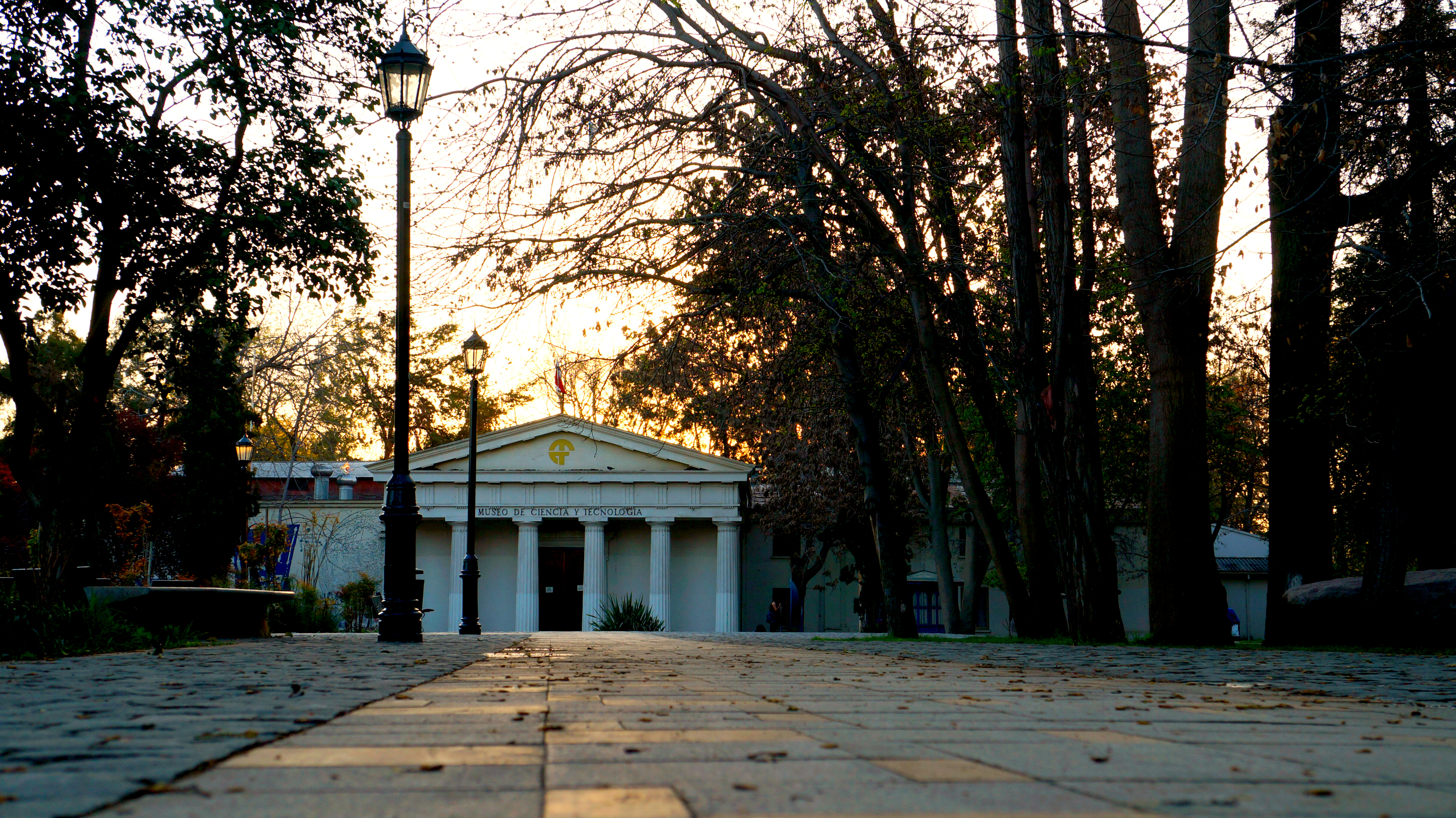
Partenón.

El parque alberga patrimonio cultural, destacando sus árboles de especies nativas del país y de diferentes lugares del planeta, plantados en los años 1840. En 2009 fue declarado Zona Típica por el Consejo de Monumentos Nacionales.
| Inmueble                                    | Clasificación |
| ------------------------------------------- | ------------- |
| 22 piezas del Museo Ferroviario de Santiago | MH            |
| Invernadero de la Quinta Normal             | MH            |
| Museo Nacional de Historia Natural          | MH            |
| Palacio Versailles                          | MH            |
| Cité Las Palmas                             | ICH           |
| Pabellón de Enología                        | ICH           |
| Santuario Cristo Pobre                      | ICH           |
| Casa Obrecht                                | ivp           |
| Partenón                                    | ivp           |

MH: Monumento Histórico 

ZT: Zona Típica 

ICH: Inmueble de Conservación Histórica 

ivp: inmueble de valor patrimonial

### Esculturas
- Alegoría a la República de Chile (Nicanor Plaza, 1875): Saludo de la ciudad de Santiago a la Exposición Internacional mediante la diosa Minerva con estilo grecorromano coronando las artes y las industrias.[28]
- Monumento a la Humanidad (Félix Maruenda, 1976)
- Homenaje a Alexander von Humboldt (Héctor Román, 1985): Busto del «padre de la geografía moderna».
- Homenaje a Claudio Arrau, Gabriela Mistral, Pablo Neruda y Ramón Vinay (Germán Miño, 2003): Bustos de las principales figuras de la cultura chilena.[29]
- Mesa Cívica (Alejandro Aravena, 2013): Simboliza el diálogo y el entendimiento tras la dictadura militar chilena (1973-1990).

## Actividades
En el parque se realizan habitualmente actividades culturales. Desde 1970, en octubre es realizada la Feria Científica Nacional Juvenil en el Museo Nacional de Historia Natural. En el mismo mes es el núcleo de la Fiesta de la Ciencia y la Tecnología. En noviembre es desarrollado el torneo femenino de tenis Copa Anita Lizana (ITF 10K de Santiago) en el Mundial Lawn Tennis Club.

## Galería

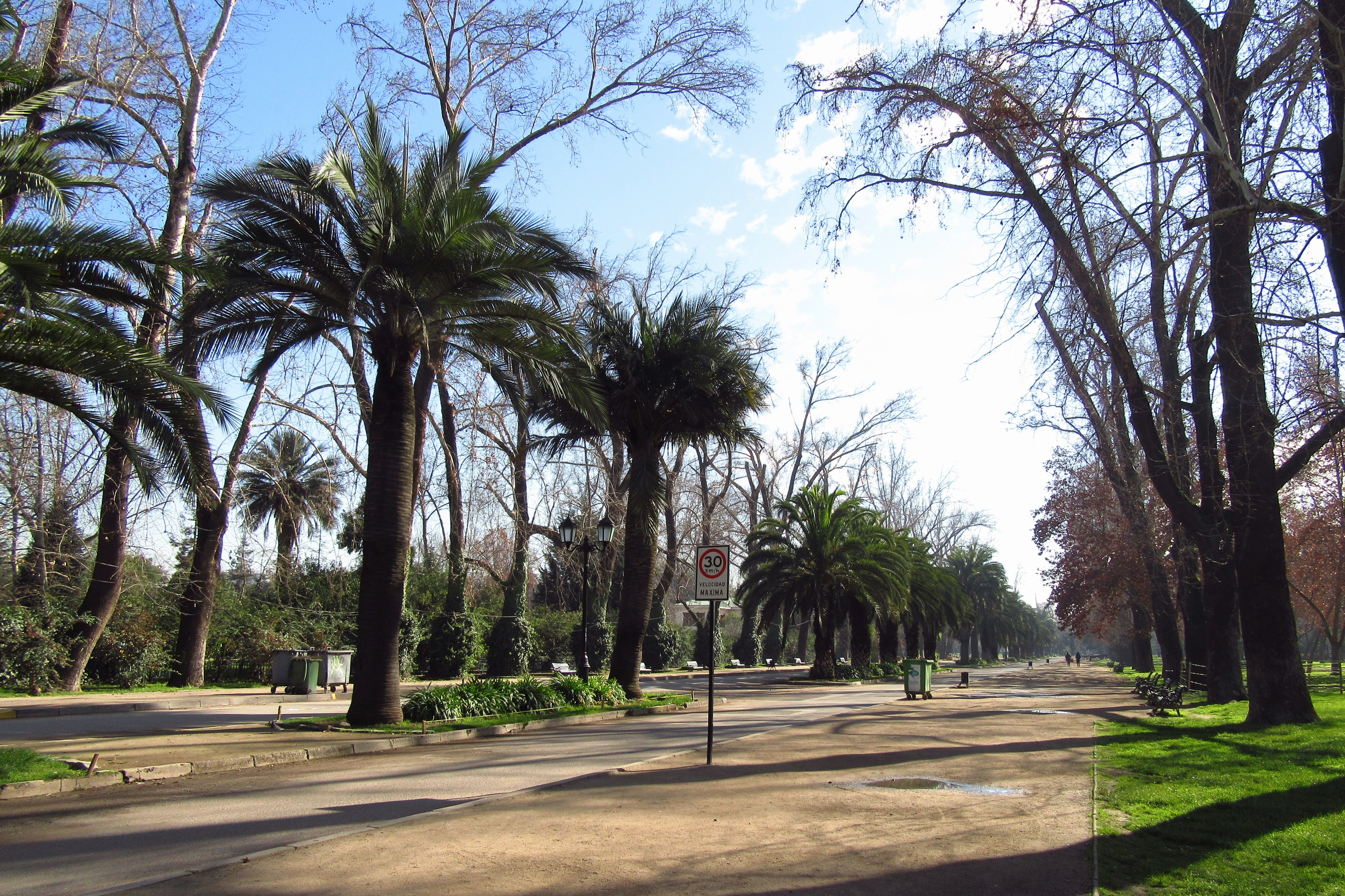
Avenida Las Palmeras
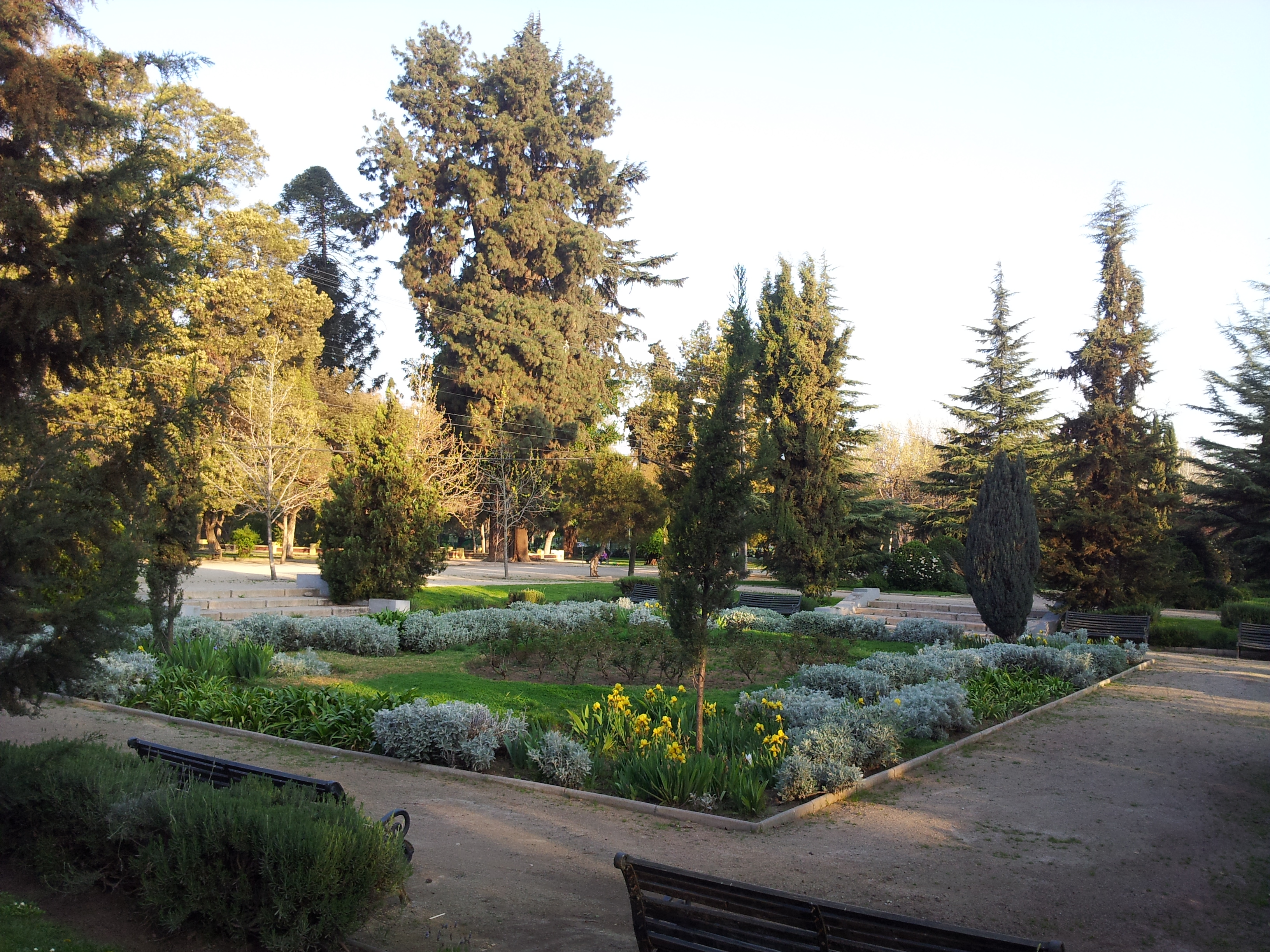
Jardines
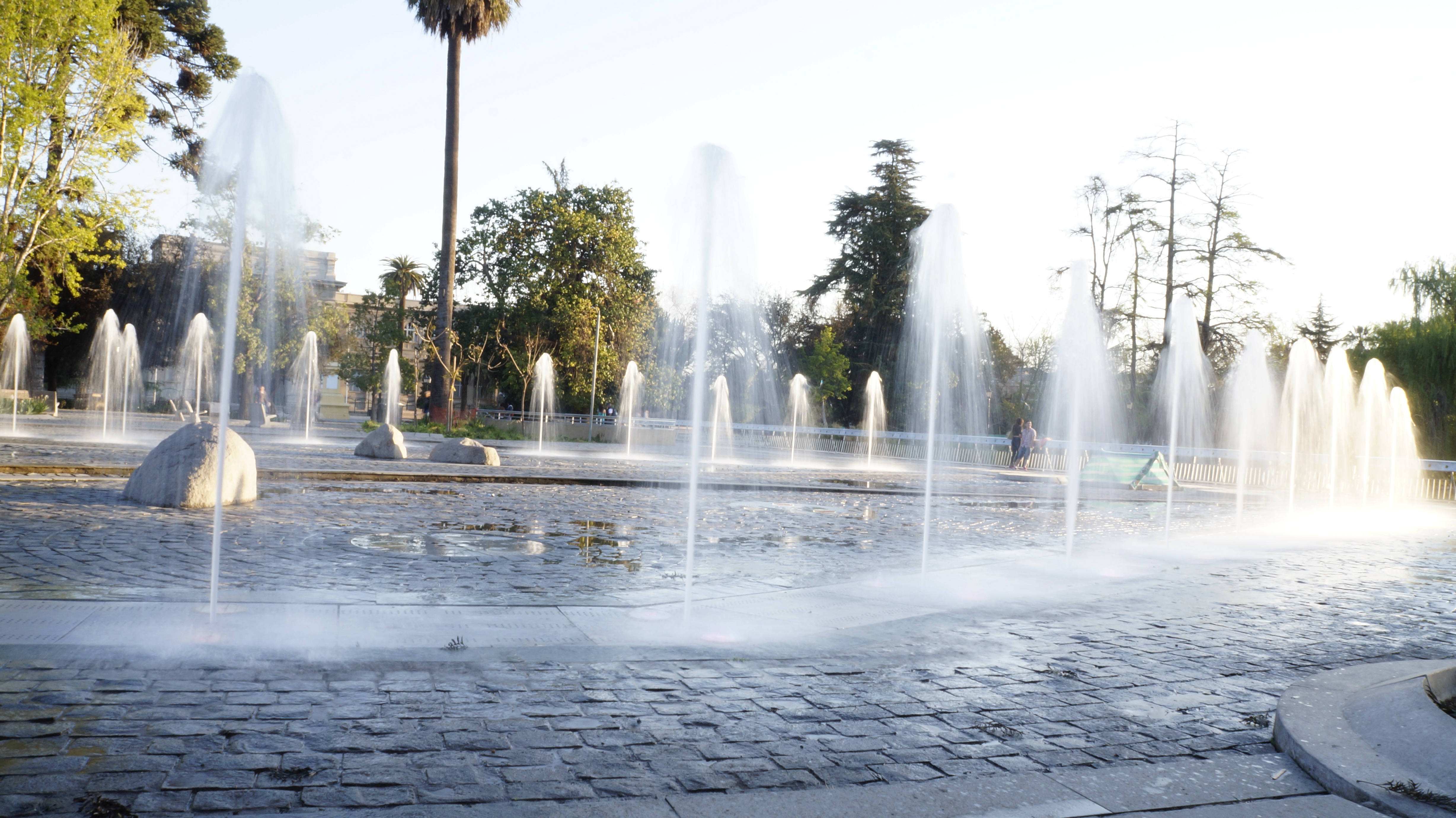
Juegos de agua
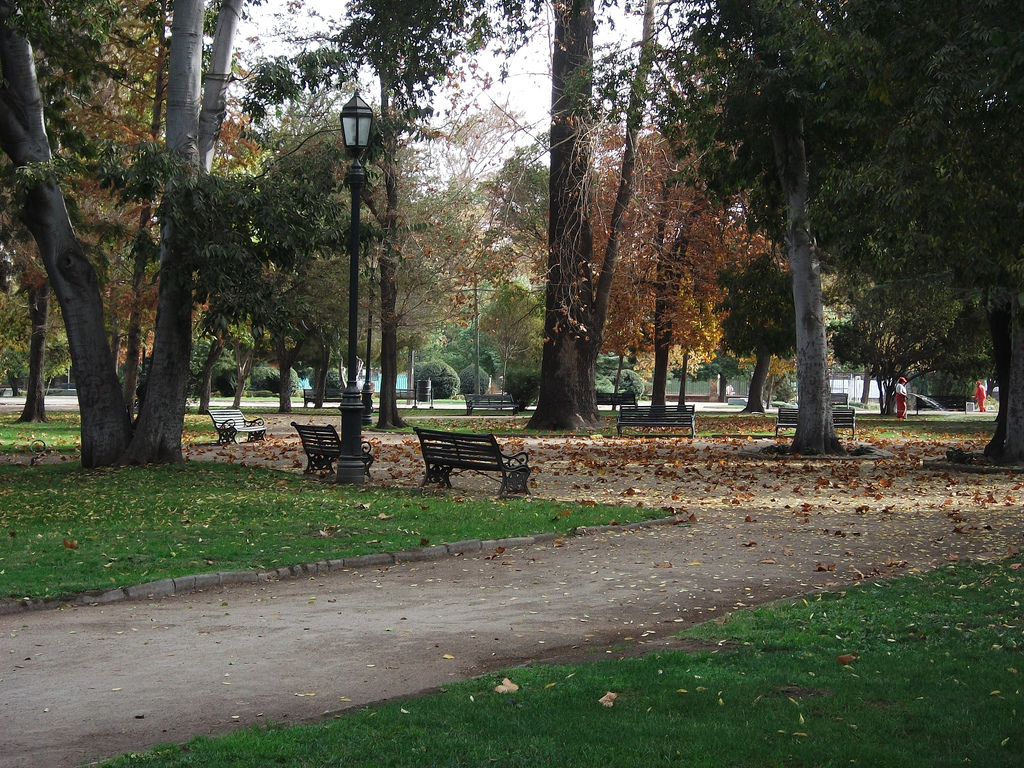
Senderos